# Armin Mueller-Stahl
Armin Mueller-Stahl (n. 17 decembrie 1930, Tilsit, Statul Liber Prusia⁠(d), Reich-ul German) este un actor, muzician, pictor și scriitor german, fiind singurul actor de film german care a primit o mare recunoaștere atât în ambele state germane, cât și în industria cinematografică de la Hollywood. A fost nominalizat la premiul Oscar pentru cel mai bun actor în rol secundar în 1997 pentru rolul său din Shine. 

## Biografie
Mueller-Stahl este al treilea dintre cei cinci copii ai funcționarului bancar est-prusac Alfred Mueller-Stahl și a soției sale Editha, născută Maaß. Era o germană baltică din Estonia a cărei familie fugise din Petrograd la Tilsit în 1918.
Armin și fratele său Hagen au crescut într-o familie iubitoare de artă care picta, desena și interpretau muzică împreună. Mueller-Stahl s-a bucurat de o copilărie fără griji până la începutul celui de-al Doilea Război Mondial, când tatăl său a fost înrolat. În 1938 familia s-a mutat în Prenzlau. Tatăl a murit într-un spital militar la 1 mai 1945. Familia s-a refugiat la  Schönberg lângă Rostock, iar după sfârșitul războiului, mama s-a întors cu copiii ei în orașul Prenzlau, unde Mueller-Stahl a urmat școala până în 1948. În același an, s-a mutat la Berlin luându-și cu el vioara.
Mueller-Stahl a aspirat inițial să devină violonist profesionist. A studiat vioara și muzicologia la conservatorul municipal din Berlinul de Vest, pe care le-a finalizat în 1949 cu un examen ca profesor de muzică. Apoi a trecut la actorie.
În R.D. Germană, Mueller-Stahl a fost un actor de film și de scenă, jucând în filme precum Al treilea și Iacob mincinosul. După ce a protestat împotriva expatrierii lui Wolf Biermann în 1976, el a fost trecut de către guvern pe lista neagră. După aceea, cu greu i s-au oferit alte roluri timp de doi ani și jumătate. A folosit pauza forțată pentru a-și scrie autobiografia intitulată Verordneter Sonntag (în românește: Duminica obișnuită). În 1980, cererea lui Mueller-Stahl de emigrare în Berlinul de Vest a fost aprobată. Aici, a primit neîntrerupt roluri în filme. Printre acestea se numără Lola (1981) și Veronika Voss (1982) de Rainer Werner Fassbinder, O iubire în Germania (1984) de Andrzej Wajda, Recoltă amară și filmul  ungaro-vest-german nominalizat la Premiul Oscar pentru cel mai bun film străin Colonelul Redl (ambele 1985), acesta din urmă fiind despre scandalul în jurul colonelului din armata austro-ungară Alfred Redl.
Și-a făcut debutul în filmul american în rolul tatălui personajului interpretat de Jessica Lange în Cutia muzicală (1989). Performanța sa ca imigrant evreu în Statele Unite în filmul Avalon din 1990 a fost lăudată pe scară largă. Ulterior, a jucat roluri de personaje în Kafka de Steven Soderbergh și Noapte pe Pământ de Jim Jarmusch (ambele în 1991).
Mueller-Stahl a câștigat Ursul de Argint pentru cel mai bun actor la cel de-al 42-lea Festival Internațional de Film de la Berlin pentru interpretarea sa din Utz (1992). A fost nominalizat la premiul Oscar pentru cel mai bun actor în rol secundar pentru interpretarea sa în rolul tatălui abuziv al pianistului David Helfgott în filmul Strălucire din 1996.
În 2008, a câștigat Premiul Canadian Screen Award for Best Supporting Actor pentru cea mai bună interpretare a unui actor într-un rol secundar pentru Eastern Promises (2007), unde Mueller-Stahl a jucat rolul cardinalului Strauss.
În 2011, a primit Ursul de Aur de Onoare la cea de-a 61-a ediție a Festivalului Internațional de Film de la Berlin.

## Filmografie selectivă

#### Actor
- 1956 Heimliche Ehen, regia Gustav von Wangenheim
- 1960 Cinci cartușe (Fünf Patronenhülsen), regia Frank Beyer
- 1962 Königskinder, regia Frank Beyer
- 1962 ...und deine Liebe auch, regia Frank Vogel
- 1963 Gol printre lupi (Nackt unter Wölfen), regia Frank Beyer
- 1963 Il primo uomo diventato donna (Christine), regia Slatan Dudow
- 1964 Preludio 11, regia Kurt Maetzig
- 1964 Alaskafüchse, regia Werner W. Wallroth
- 1967 Lordul din Alexanderplatz (Ein Lord am Alexanderplatz), regia Günter Reisch
- 1970 Tödlicher Irrtum, regia Konrad Petzold
- 1972 Al treilea (Der Dritte), regia Egon Günther
- 1972 Januskopf, regia Kurt Maetzig
- 1973 Pantalonii cavalerului von Bredow (Die Hosen des Ritters von Bredow). regia Konrad Petzold
- 1974 Iacob mincinosul (Jakob der Lügner), regia Frank Beyer
- 1974 Kit în Alaska (Kit & Co), regia Konrad Petzold
- 1976 Schmidt tace și... nu face! (Nelken in Aspik), regia Günter Reisch
- 1977 Drum fără întoarcere	(Die Flucht), regia Roland Gräf
- 1981 Lola, regia Rainer Werner Fassbinder
- 1982 Veronika Voss (Die Sehnsucht der Veronika Voss), regia Rainer Werner Fassbinder
- 1982 Der Westen leuchtet, regia Niklaus Schilling
- 1982 Die Flügel der Nacht, regia Hans Noever
- 1983 Viadukt, regia Sándor Simó
- 1983 Una domenica da poliziotto (Un dimanche de Flic), regia Michel Vianey
- 1983 L'uomo ferito (L'Homme blessé), regia Patrice Chéreau
- 1983 Glut, regia Thomas Koerfer
- 1983 O iubire în Germania (Eine Liebe in Deutschland), regia Andrzej Wajda
- 1984 Trauma, regia Gabi Kubach
- 1984 Rita Ritter, regia Herbert Achternbusch
- 1984 Tausend Augen, regia Hans-Christoph Blumenberg
- 1985 Recoltă amară (Bittere Ernte), regia Agnieszka Holland
- 1985 Colonelul Redl (Redl ezredes), regia István Szabó
- 1985 Non dimenticate Mozart (Vergeßt Mozart), regia Miloslav Luther
- 1985 Der Angriff der Gegenwart auf die übrige Zeit, regia Alexander Kluge
- 1986 Momo, regia Johannes Schaaf
- 1987 Ossessione mortale (Der Joker), regia Peter Patzak
- 1988 Uno sbirro nella notte (Killing Blue), regia Peter Patzak
- 1989 La tela del ragno (Das Spinnennetz), regia Bernhard Wicki
- 1989 Schweinegeld, regia Norbert Kückelmann
- 1989 A hecc, regia Péter Gárdos
- 1989 Cutia muzicală (Music Box), regia Costa-Gavras
- 1990 Avalon, regia Barry Levinson
- 1991 Noapte pe Pământ (Night on Earth), regia Jim Jarmusch
- 1991 Delitti e segreti (Kafka), regia Steven Soderbergh
- 1991 Bronsteins Kinder, regia Jerzy Kawalerowicz
- 1992 Utz, regia George Sluizer
- 1992 La forza del singolo (The Power of One), regia John G. Avildsen
- 1992 Far from Berlin, regia Keith McNally
- 1993 Red Hot, regia Paul Haggis
- 1983 Der Kinoerzähler, regia Bernhard Sinkel
- 1993 Casa spiritelor (The House of the Spirits), regia Bille August
- 1994 Marito a sorpresa (Holy Matrimony), regia Leonard Nimoy
- 1994 Taxandria, regia Raoul Servais
- 1994 The Last Good Time, regia Bob Balaban
- 1995 Giorni di fuoco (A Pyromaniac's Love Story), regia Joshua Brand
- 1995 T-Rex - Il mio amico Dino (Theodore Rex), regia Jonathan R. Betuel
- 1996 Strălucire (Shine), regia Scott Hicks
- 1996 Der Unhold (The Ogre), regia Volker Schlöndorff
- 1997 Jocul (The Game), regia David Fincher
- 1997 The Assistant, regia Daniel Petrie
- 1997 The Peacemaker, regia Mimi Leder
- 1998 The Commissioner, regia George Sluizer
- 1998 Dosarele X - Înfruntă viitorul (The X Files), regia Rob S. Bowman
- 1999 Etajul 13 (The Thirteenth Floor), regia Josef Rusnak
- 1999 Il terzo miracolo (The Third Miracle), regia Agnieszka Holland
- 1999 Iacob mincinosul (Jakob the Liar), regia Peter Kassovitz
- 1999 Iisus (Jesus), regia Roger Young
- 2000 Tanger - Legende einer Stadt, regia Peter Goedel
- 2000 Mission to Mars, regia Brian De Palma
- 2000 Pilgrim - Il fuggitivo (Pilgrim), regia Harley Cokeliss
- 2004 The Story of an African Farm, regia David Lister
- 2004 Il lago dei sogni (The Dust Factory), regia Eric Small
- 2006 Local Color, regia George Gallo
- 2006 Eu sunt cealaltă (Ich bin die Andere), regia Margarethe von Trotta
- 2007 La promessa dell'assassino (Eastern Promises), regia David Cronenberg
- 2008 Buddenbrooks, regia Heinrich Breloer
- 2009 Attacco a Leningrado (Leningrad), regia Aleksandr Buravskiy
- 2009 The International, regia Tom Tykwer
- 2009 Îngeri și demoni (Angels & Demons), regia Ron Howard
- 2015 Knight of Cups, regia Terrence Malick